# Радунская улица
Радунская улица (укр. Радунська вулиця) — улица в Деснянском районе города Киева. Пролегает от улицы Рональда Рейгана при примыкании улицы Николая Лаврухина до улицы Милославская, исторически сложившаяся местность (район) Вигуровщина-Троещина.
Примыкают улицы Владимира Беца, Градинская, Лисковская, Будищанская.

## История
Согласно топографической карте M-36-050, к 1991 году улица не была проложена.  
Новая улица спроектирована в 1980-е годы. Улица была проложена в 1990-е годы от улицы Оноре де Бальзака до Милославской улицы, огибая село Троещина, в Ватутинском районе. 
6 декабря 1991 года улица получила современное название — в честь исторической местности Радунь, где улица проложена, согласно Решению исполнительного комитета Киевского городского совета депутатов трудящихся № 916 «Про наименование и переименование улиц города Киева».

## Застройка
Улица пролегает в северо-восточном направлении, в конце (после примыкания Лисковской) — делает плавный поворот и пролегает в северо-западном направлении. Улица имеет по два ряда движения в обе стороны. 
Парная сторона начала улицы (до примыкания Лисковской улицы) занята многоэтажной жилой (10-16-этажные дома, два 23-этажных) застройкой и учреждениями обслуживания — микрорайоны №№ 26 и 21 жилого массива Вигуровщина-Троещина; непарная — коммунальными предприятиями (гаражные кооперативы) и усадебной застройкой, что не относится к улице. 
Парная и непарная стороны конца улицы (после примыкания Лисковской улицы) заняты многоэтажной жилой (10-16-этажные дома, один 25-этажный) застройкой и учреждениями обслуживания — микрорайоны №№ 24, 22 и 23 жилого массива Вигуровщина-Троещина. 
Нумерация парной стороны начинается от начала улицы, непарной стороны — после примыкания Лисковской улицы. 
Учреждения:
1. дом № 7Б — детсад № 327
2. дом № 8/13 — отделение связи № 34
3. дом № 22/9А — детсад № 300